# Vilmos Sipos
Vilmos Sipos, noto anche come Vilim Šipoš e William Sipos (Wilhelmsburg, 22 gennaio 1914 – Parigi, 25 luglio 1978), è stato un calciatore ungherese naturalizzato jugoslavo, di ruolo attaccante.